# Đền thờ Quản cơ Trần Văn Thành
Đền thờ Quản cơ Trần Văn Thành (gọi tắt là đền Quản cơ Thành), còn có tên Bửu Hương tự, chùa Láng Linh (gọi tắt là chùa Láng); là một di tích lịch sử cấp Quốc gia Việt Nam . Hiện nay, ngôi đền tọa lạc tại ấp Long Châu I, xã Thạnh Mỹ Tây, huyện Châu Phú, tỉnh An Giang, cách thành phố Long Xuyên khoảng 50 km.

## Lịch sử
Sau khi Khởi nghĩa Bảy Thưa (1867-1873) thất bại, bà Nguyễn Thị Thạnh (vợ Trần Văn Thành) cùng các con về trú ngụ trên nền một trại ruộng xưa (Bửu Hương các) của Phật Thầy Tây An (Đoàn Minh Huyên) tại Long Châu.
Năm Đinh Dậu (1897) , bà và con trai trưởng là Trần Văn Nhu (còn gọi là ông Hai Nhà Láng, 1847-1914), cho xây dựng tại đây một ngôi chùa, đến năm 1903, thì hoàn thành và chính thức đặt tên là Bửu Hương tự , để tưởng nhớ cha và những quân dân đã bỏ mình trong cuộc khởi nghĩa Bảy Thưa.
Trước đây, Trần Văn Nhu là người có công lớn trong việc giúp cha điều hành cuộc khởi nghĩa , thì nay ông tiếp tục hốt thuốc trị bệnh, tổ chức trồng dâu nuôi tằm và phát triển mối đạo Bửu Sơn Kỳ Hương (trước có tên là đạo Lành) .
Ngày 21-22 tháng 2 âm lịch năm Quý Sửu (1913), trong lúc tín đồ cùng nhân dân đang làm lễ tưởng niệm Quản Cơ Thành và các nghĩa binh Gia Nghị (hiệu của nghĩa quân Bảy Thưa), thì quân Pháp từ Châu Đốc kéo vào Bửu Hương tự vây ráp, bắt người và đốt chùa, vì họ sợ sẽ nổ ra một cuộc khởi nghĩa mới. Trần Văn Nhu, nhờ người con nuôi là Trần Văn Chánh, cõng chạy thoát.
Sau đó, thực dân Pháp lập tòa tiểu hình tại Châu Đốc, gán 56 người bị bắt vào tội tham gia Hội kín Nam Kỳ, trong số đó có 20 người bị kết án đày ra Côn Đảo.

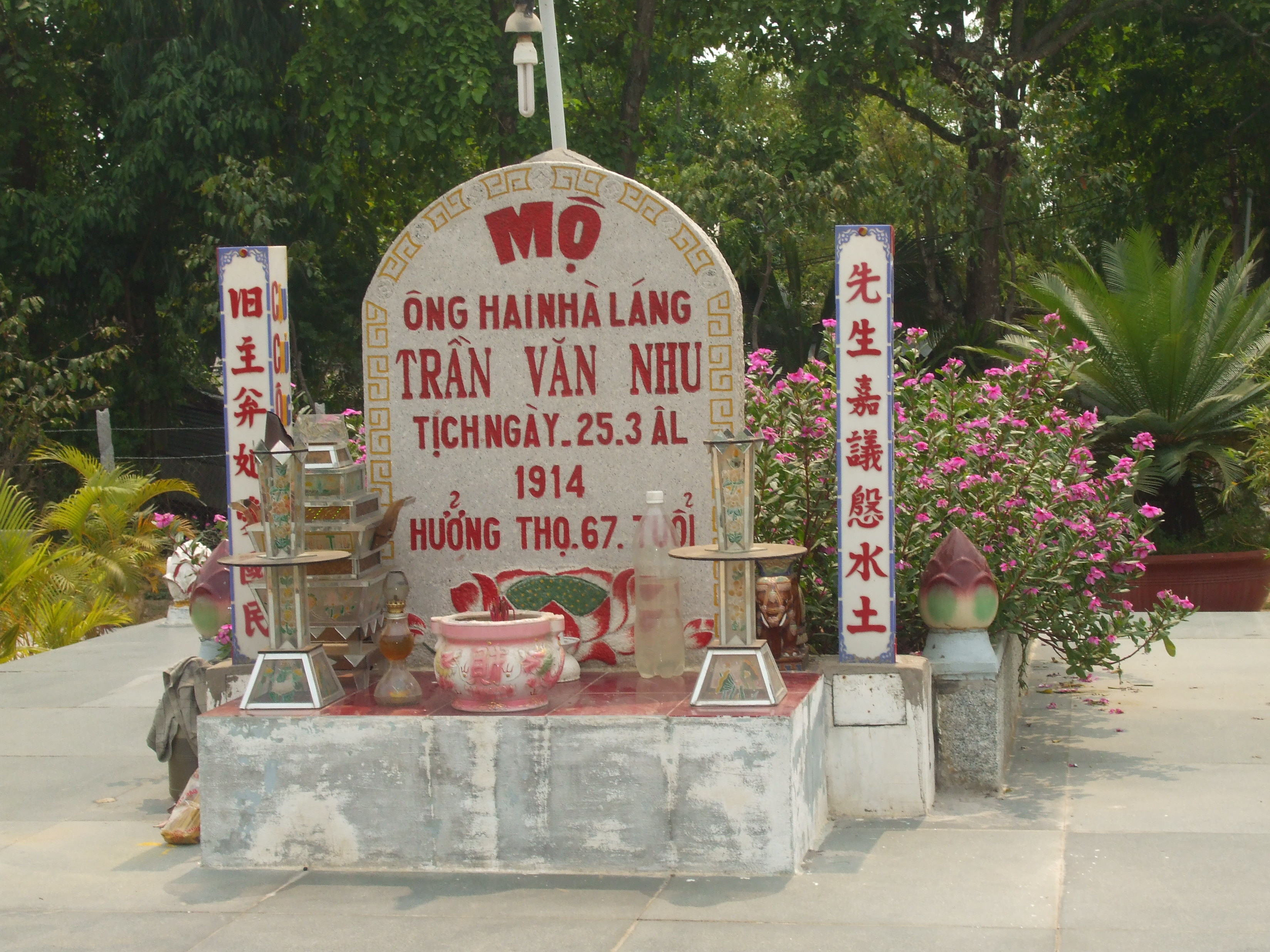
Mộ Trần Văn Nhu trong khu mộ của dòng họ (Mộ Gió), gần đền thờ Quản Cơ Thành.

Bị truy nã gắt, Trần Văn Nhu phải lẩn trốn nhiều nơi và mất tại Trà Bang (Rạch Giá) nay là xã Vĩnh Thuận Đông huyện Long Mỹ tỉnh Hậu Giang vào ngày 25 tháng 3 âm lịch năm 1914, hưởng thọ 67 tuổi. Về sau, ban quản lý Chùa Bửu Hương Tự có lập một ngôi Mộ Gió để tưởng niệm công đức của Ông Trần Văn Nhu , gần Đền thờ Quản Cơ Thành (tức Bửu Hương tự xưa) .
Năm 1938, Trần Văn Tịnh, một đệ tử của ông Nhu, đã đứng ra vận động để xây dựng lại đền thờ tại nền cũ, lợp ngói, xây tường gạch, cột gỗ, nền lát gạch rất khang trang và rộng rãi.
Năm 1947, lực lượng kháng Pháp từ chùa kéo ra tiêu diệt một đồn Pháp tại xã. Năm sau (1948), quân Pháp kéo đến khủng bố và đốt đền một lần nữa .
Năm 1952, nhân dân quanh vùng chung góp tiền của, công sức xây dựng lại đền khang trang như ngày hôm nay (lễ lạc thành ngày 11 tháng 9 năm 1954) .

## Kiến trúc, thờ phụng
Đền thờ Quản cơ Trần Văn Thành, kiến trúc dạng chữ "tam", kiểu cổ lầu, mái hai cấp lợp ngói đại ống, cột gỗ căm xe và bê tông, tường gạch, nền lát gạch bông. Về nghệ thuật thì khá đơn giản so với các đình chùa ở trong vùng.
Trong nội thất, các hương án, bài vị, hoành phi, liễn đối đều được chạm khắc công phu sắc nét, và sơn son thiếp vàng. Các bàn thờ đều trang trí các tranh sơn thủy về cảnh làng quê sông nước. Trung tâm là ngôi thờ đặt Long đình chạm lộng tứ linh, hoa cỏ. Hai bên có đặt bộ lỗ bộ 
Bên trong chính điện, ngay giữ đặt hương án thờ Phật Thầy Tây An (Đoàn Minh Huyên). Hai bên thờ Trần Văn Chái, Đội nhất Năng. Vách hậu thờ Trần Văn Nhu, Đội chín Văn, Đề đốc Nguyễn Kế Trung.
Hậu tổ thờ Chánh Quản Cơ Trần Văn Thành. Hai bên thờ ông từ Ba, Đinh Văn Sang, Phạm Văn Khuê. Trong cùng thờ Đội tư Đinh Văn Hiệp, Đội nhất Cảm, cùng các hương án phối tự thờ các tín đồ vị quốc vong thân khác.
Hàng năm, vào các ngày 20, 21, 22 tháng 2 (âm lịch), nơi đây đều có tổ chức lễ trọng thể để "Kỷ niệm ngày Quản Cơ Thành hy sinh và cuộc khởi nghĩa Bảy Thưa".

## Được xếp hạng
Đền thờ Quản cơ Trần Văn Thành được Bộ Văn hóa Thông tin xếp hạng di tích Lịch sử cấp Quốc gia" theo quyết định số 235/VH-QĐ ký ngày 12 tháng 12 năm 1986 .

## Sách tham khảo chính
- Nhiều tác giả, Kỷ yếu Hội thảo cuộc khởi nghĩa Bảy Thưa và lễ hội văn hóa truyền thống huyện Châu Phú (trong bài gọi tắt là Kỷ yếu). Phòng Văn hóa Thông tin huyện Châu Phú (An Giang) xuất bản, 2010.
- ThS. Phan Văn Kiến, Lịch sử địa phương An Giang. Nhà xuất bản Giáo dục, 2009.
- Huỳnh Ngọc Trảng (chủ biên), Sổ tay hành hương đất phương Nam. Nhà xuất bản Thành phố Hồ Chí Minh, 2002.